# Novosedly nad Nežárkou
Novosedly nad Nežárkou là một làng thuộc huyện Jindřichův Hradec, vùng Jihočeský, Cộng hòa Séc.